# Katrin Siska
Katrin Siska é uma tecladista estoniana, e integrante da banda Vanilla Ninja. Ela fala estoniano, inglês, russo, alemão e finlandês.